# Konzerthaus Harpa

Konzerthaus Harpa (2011)

Blick in die Eingangshalle (2011)

Harpa – Tónlistar- og ráðstefnuhúsið í Reykjavík (Harpa – das Konzert- und Konferenzhaus in Reykjavík) ist das 2011 neueröffnete Opern- und Konzerthaus in der isländischen Hauptstadt Reykjavík. Das Gebäude beherbergt sowohl das Isländische Sinfonieorchester als auch die isländische Oper und gilt mit der vom Künstler Ólafur Elíasson gestalteten Fassade als architektonische Attraktion und neues Wahrzeichen der Hauptstadt.

## Geschichte
Mit Investorengeld planten Banker den Bau eines großartigen Konzerthauses und Kongresszentrums als Symbol für isländische Kunst und Wirtschaftskraft; bekannte Architekten, Akustikspezialisten und Künstler wurden für den Bau des Kulturzentrums verpflichtet. Doch die Finanzkrise 2008 brachte das Vorhaben zum Erliegen; die Investorengruppe ging bankrott und die hoch verschuldeten Banken wurden verstaatlicht. Der bis dahin erstellte Rohbau ging in den öffentlichen Besitz über; das Harpa Opern- und Kongresszentrum wird heute von Portus betrieben, einem Unternehmen, das über die Austurhöfn-TR (East Harbour Comp.) zu 54 Prozent der isländischen Regierung und zu 46 Prozent der Stadt Reykjavík gehört. Das Gebäude wurde in seiner Gesamtheit von dem dänischen Architektenbüro Henning Larsen in Zusammenarbeit mit dem isländischen Architektenbüro Batteríið und dem Künstler Ólafur Elíasson geplant und errichtet. Am 4. Mai 2011 fand das Eröffnungskonzert mit der 9. Symphonie Beethovens statt; offiziell eröffnet wurde das Harpa-Zentrum am 20. August 2011 im Rahmen der Menningarnótt (Reykjavík Culture Night).
Im Dezember 2022  war das Konzerthaus Veranstaltungsort der 35. Verleihung des Europäischen Filmpreises, die erstmals in Island abgehalten wurde.

## Namensgebung

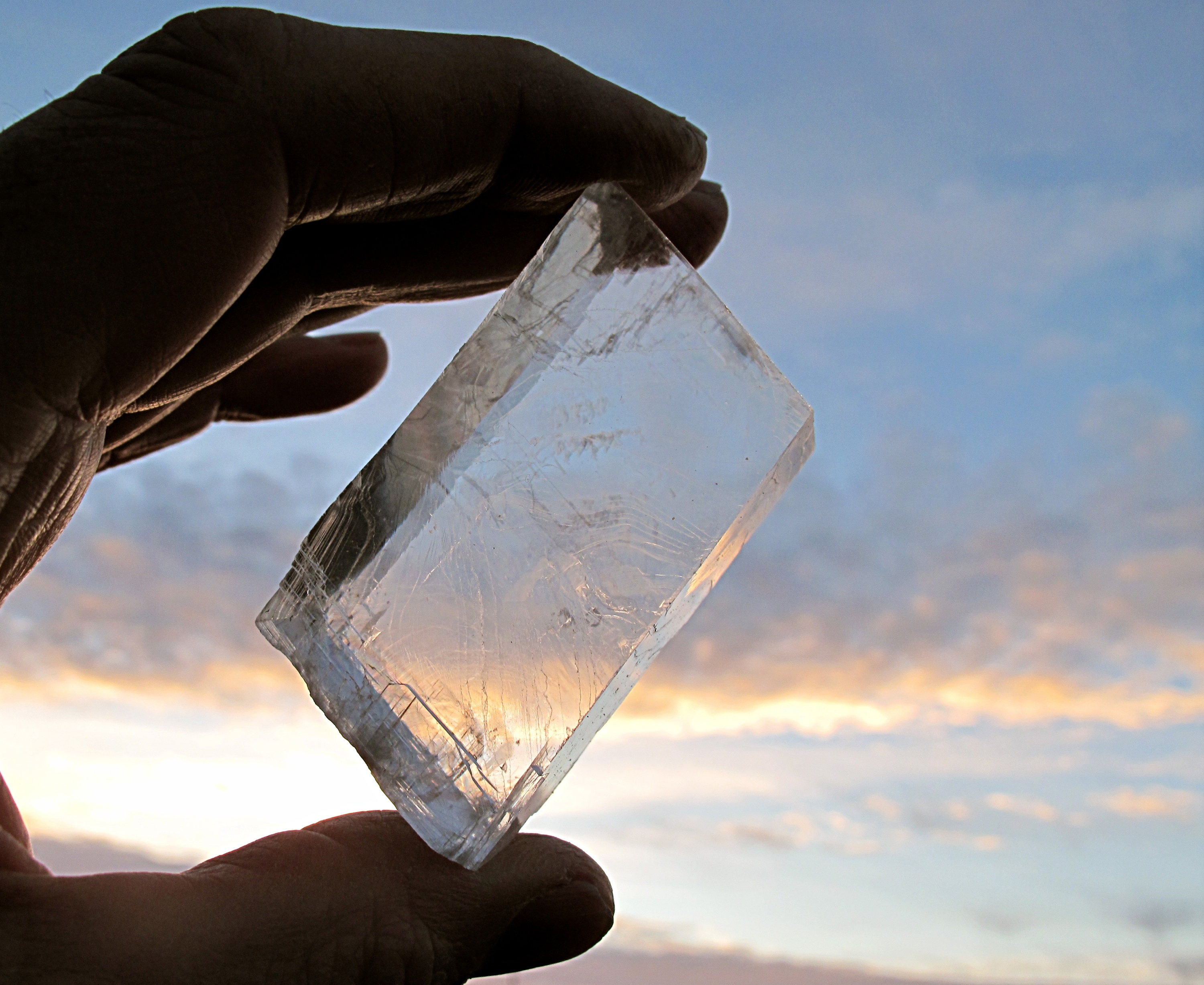
Silfurberg-Kristall

Der Name wurde im Laufe des Jahres 2009 durch einen Wettbewerb ermittelt. Mithilfe einer Ausschreibung, zu der mehr als 4000 Vorschläge eingereicht wurden, suchte man nach einem isländischen Namen, der auch in anderen Sprachen leicht ausgesprochen werden konnte. Gewählt wurde der Frauenname Harpa (= Harfe).
Nach anderen Quellen geht der Name auf den ersten Monat des isländischen Sommers im altisländischen Kalender zurück. Der Monat trug den Namen Harpa, wobei jedoch unsicher ist, ob der Monat wirklich nach dem Musikinstrument benannt wurde. Auf jeden Fall wurde der Anfang dieses Monats feierlich begangen, denn der Sommeranfang hat im weit nördlich gelegenen Island eine besondere Bedeutung.
Auch das Logo des Konzert- und Kongresszentrums nimmt darauf Bezug. Es besteht aus zwölf ringförmig angeordneten Stimmgabeln, die für die zwölf Monate des Jahres stehen sollen. Gleichzeitig soll das Logo sowohl die Gestalt der Sonne darstellen als auch eine Schneeflocke andeuten.
Die vier Farben im Logo (silbergrau, blauviolett, feuerrot und goldgelb) stehen für die vier großen Veranstaltungssäle im Haus.
- Feuerrot für Eldborg (Feuerburg, Feuerkessel, der Krater eines Vulkans)
- Silbergrau für Silfurberg (Silberfels, ein Kristall namens Island Spar, ein doppelbrechender Kalkspat, wohl benannt nach der silbergrauen Felsnase (Silfurberg) an der Südseite des Ingólfsfjall)
- Blauviolett für Norðurljós (Nordlicht, die bekannte Himmelserscheinung des Polarlichts)
- Goldgelb für Kaldalón (Kalte Lagune, Kaldalón, eine Gletscherzungenbucht in den Westfjorden, wo der Komponist Sigvaldi Kaldalóns einige Zeit lebte und sich dann nach der Bucht benannte.)

Diese Namen deuten ebenfalls an, dass bei der Planung des Gebäudes als Quelle der Inspiration die isländische Natur gedient hat, wie es ja auch in der Außenarchitektur zu sehen ist.

## Gebäude und Besonderheiten

Farbeffekte vom Yachthafen aus gesehen (2011)

Das 43 Meter hohe Gebäude besteht aus zwei leicht versetzten quaderförmigen Teilen mit schrägen Kanten. Es enthält im Innern einen großen Konzertsaal mit 1800 Sitzplätzen und 3 kleinere Konzerträume sowie ein Konferenzzentrum mit Dolmetscherkabinen für bis zu 9 Sprachen. New Yorker Akustikplaner haben ein vollautomatisches System entwickelt, das sich unter anderem mit Hilfe von Filzwänden und Klappen zur Optimierung jeder Art von Musik einstellen lässt.
Auffallend ist die Umhüllung des Gebäudes, die von dem isländischen Künstler Ólafur Elíasson, inspiriert von den unterschiedlichen Lichtstimmungen seiner Heimatinsel, entworfen wurde. Sie besteht aus einer wabenartigen Struktur aus dichroitischem Glas, das je nach Wetter auf die wechselnden Tageslichtfarben reagiert.

„Dieses Farbeffektglas lässt bestimmte Wellenbereiche des Lichtes durch, andere werden reflektiert, so dass sich je nach Witterung und Blickwinkel die Farbe des Glases ändert. Verursacht wird dieses lebendige Farbspiel durch Interferenzschichten, festhaftende Metalloxidschichten, die im Tauchbeschichtungsverfahren auf eine Glasplatte aufgebracht werden. An Reykjavíks Konzerthaus kam das Spezialglas in den Varianten gelb, orange und grün zum Einsatz. Diese Farben sind in der direkten Durchsicht zu sehen, in der Reflexion erscheinen die jeweiligen Komplementärfarben.“

Seitliche Ansicht des Konzertgebäudes
Blick auf den Hafen
Spiegeldecke und rechts Doppelglasfassade
Aufstieg

## Kritik
Nicht nur wegen der hohen Baukosten (ca. 160 Millionen Euro; der Kredit wird erst nach 35 Jahren abgezahlt sein) und der modernen Architektur wurde das Bauwerk zunächst von der Bevölkerung kritisiert, sondern auch wegen seiner Lage. Es liegt am alten Hafen direkt am Wasser, nimmt wegen seiner Größe den Bewohnern der Stadt Licht und schränkt die Sicht von der Innenstadt auf das Meer und die dahinter liegenden Berge ein. Bald galt die Harpa jedoch als Symbol für die Zukunft und ließ Island hoffen, die Wirtschaftskrise zu überwinden, was auch schnell eintrat. Heute ist die Akzeptanz nicht nur bei Musikern und Tonmeistern, sondern auch bei Touristen hoch. Letztere werden durch tägliche stattfindende Mittagskonzerte und Architekturführungen in mehreren Sprachen angezogen.

## Auszeichnungen
- World Architecture Community Award der World Architecture organization, 2011.[16][17]
- Arkitekturmässan Award, 2011 (Auszeichnung für den besten öffentlichen Raum bei einem Gebäude in den nordeuropäischen Ländern).[18][19]
- Mies-van-der-Rohe-Preis 2013 (Preis der Europäischen Union für zeitgenössische Architektur).[20][21]